# نیکلاس کیفر
 نیکلاس کیفر (انگلیسی: Nicolas Kiefer؛ زاده ۵ ژوئیهٔ ۱۹۷۷) یک تنیس‌باز اهل آلمان است.